# Canalidion
Canalidion är ett släkte av spindlar som beskrevs av Jörg Wunderlich 2008. Canalidion ingår i familjen klotspindlar.
Släktet innehåller bara arten Canalidion montanum.